# Андреа Кор
Андреа Кор (рођена 17. маја 1974. године) је ирска певачица и глумица. Са својим породицом чини групу Корс која свира келтску народну музику и поп-рок. Поред тога шо пише песме она свира флауту и клавир.

## Каријера
Андреа је четврто дете у породици Кор, од оца Герија и мајке Џин. Са својим братом Џоном и сестрама Шерон и Каролином чини групу Корси, која се зове по породичном презимену. Џими је најстарији члан бенда и најчешће свира гитару, Шерон свира виолину и пратећи је вокал, Каролина бубњеве и удараљке док Андреа свира флауту и водећи је вокал. Сво четворо свира клавијатуре јер их је томе научио отац Гери. Издали су 6 студијска албума, две компилације и два албума са концерата. Андреа поред свирања и певања у групи, води и своју соло каријеру од 2007. године када је објавила албум Висока десет стопа. За разлику од Корса њену соло каријеру карактерише плесни поп звук. Следећи албум је објавила 30. маја 2011. године.
Поред музички наступа имала је и неколико улога у филмовима. У наставку је листа:
| Година | Наслов (изворни)           | Улога       |
| ------ | -------------------------- | ----------- |
| 1991.  | The Commitments            | Шерон Рабит |
| 1996.  | Evita                      | љубавница   |
| 1998.  | Quest for Camelot          | Кејли       |
| 2003.  | The Boys from County Clare | Ана         |
| 2005.  | The Bridge                 | Мери        |
| 2006.  | Broken Thread              | Лили        |
| 2009.  | Pictures                   | Дона        |

## Остало
Андреа је укључена у многе добротворне активности. Учествовала је на многим добротворним концертима. Амбасадор је кампање за подизање свести о сиди у Африци. Заједно са братом и сестрама, добила је почасни орден Британског краљевства. 2005. године од краљице Елизабете за допринос музици и хуманитарним активностима.